# Teritoriální obrana Bosny a Hercegoviny

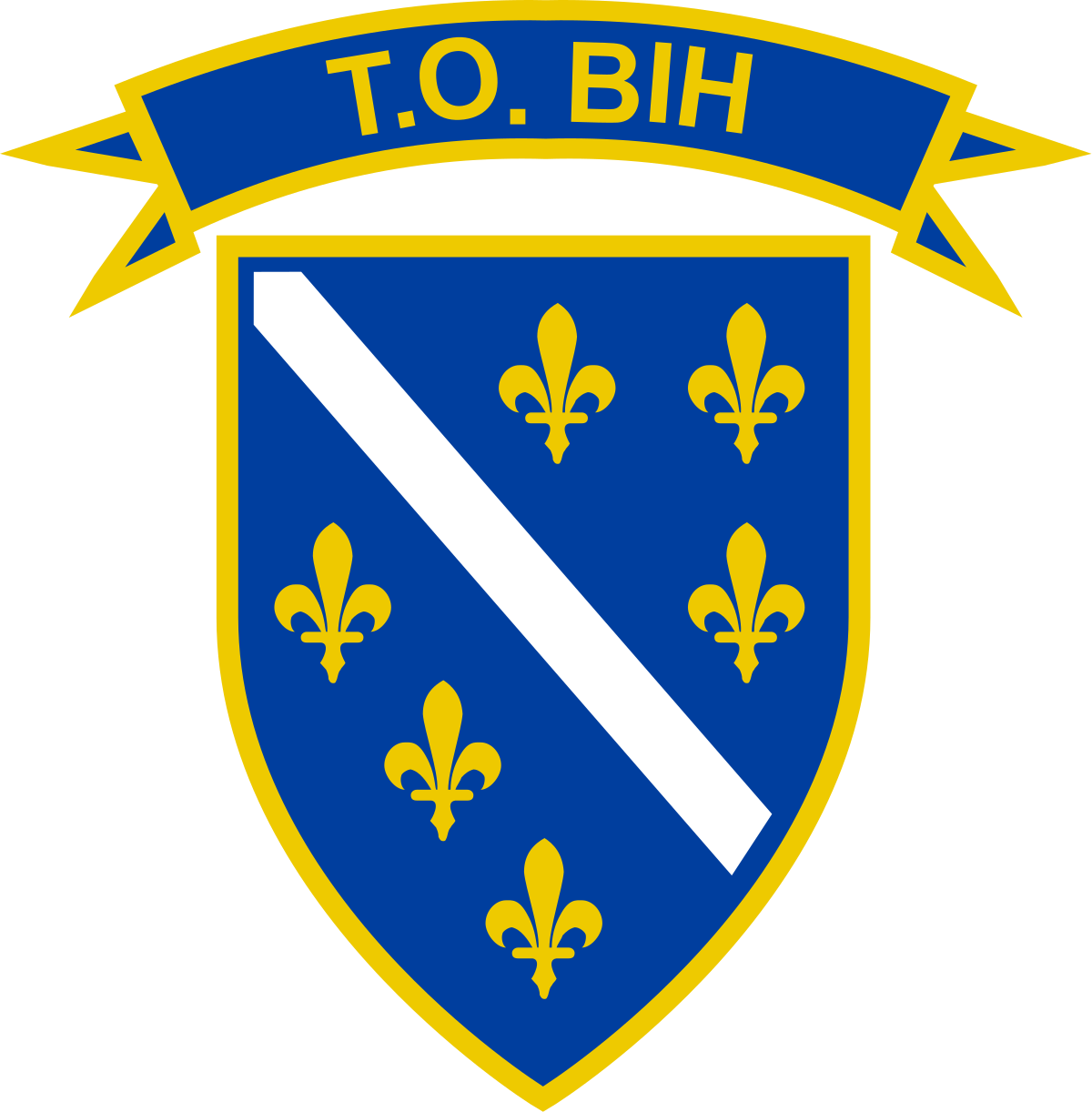
Znak Teritoriální obrany Bosny a Hercegpviny

Teritoriální obrana Bosny a Hercegoviny (srbochorvatsky Teritorijalna odbrana Bosne i Hercegovine/Територијална одбрана Босне и Херцеговине) byla ozbrojený sbor Bosny a Hercegoviny v rámci Socialistické federativní republiky Jugoslávie. Stala se také základem pro vznik Armády Republiky Bosny a Hercegoviny na počátku války v 90. letech 20. století. 

## Dějiny
Teritoriální obrana BiH byla zřízena v 60. letech 20. století jako rezervní složka Jugoslávské lidové armády pro případ zahraniční intervence. Přímou inspirací pro vznik těchto republikových armád byl vpád zemí Varšavské smlouvy v Československu roku 1968. V lednu 1969 byl zřízen i hlavní štáb lidové obrany Bosny a Hercegoviny. Tím tak vznikla i oficiálně republiková teritoriální obrana. Do roku 1975 do ní bylo zapojeno 141 tisíc lidí. V dobách největší slávy v ní působilo 317 tisíc lidí (méně než 10 % obyvatel republiky). Tato skutečnost byla dána jednak faktorem, že Bosna a Hercegovina měla strategický význam (byla dobře bránitelná díky hornatému terénu a nejdále od jugoslávských hranic), jednak obavami jugoslávského vedení z možného sovětského útoku. Vzhledem k tomu, že vydržování těchto ozbrojených sil bylo poměrně nákladné (na všechny republikové a oblastní teritoriální obrany se vydávalo okolo 1 % jugoslávského hrubého domácího projektu) a jugoslávské hospodářství procházelo v 80. letech 20. století hlubokou hospodářskou krizí, po Titově smrti došlo k redukci početních stavů teritoriální obrany. 
Ve snaze reagovat na ideologická rizika a případné vzpoury obyvatelstva, jako tomu bylo například roku 1981 v Kosovu, do teritoriální obrany byla znovu uvedena pozice politického komisaře. 
Bosenskohercegovská teritoriální obrana, na rozdíl od slovinské, byla jen velmi slabě vybavená; většinu těžké techniky měla k dispozici pravidelná armáda. Teritoriální obrana měla v případě napadení organizovat odpor na konkrétních místech, většinou partyzánským způsobem boje a pouze za pomoci pěšího vojska. Technika, kterou měla na konci 80. let k dispozici, byla většinou zastaralá. V roce 1988 byly početní stavy Teritoriální obrany BiH sníženy o 2/3, přičemž v roce 1991 v ní zůstalo zapojeno jen 86 362 lidí. Bosna a Hercegovina byla pro potřeby TO rozdělena na 9 regionů a každý z nich pak na 12 oblastí.
Dne 8. dubna 1992 byla v souvislosti s přerůstáním politické krize a vypuknutím války v Bosně a Hercegovině reorganizována; vedení teritoriální obrany bylo nově podřízeno Předsednictvu BiH, nikoli Jugoslávské lidové armádě jako dříve. V té době měla republiková teritoriální obrana k dispozici cca 75 000 lidí. Při vypuknutí konfliktu však vojáci Jugoslávské lidové armády zajistili většinu skladů munice, čímž získali oproti slabě vyzbrojené teritoriální obraně značnou výhodu. V polovině roku 1992 se z ní stala Armáda Republiky Bosna a Hercegovina. Kromě původní teritoriální obrany byly do nové armády začleněny také paravojenské jednotky muslimských (Patriotska liga, Zelene beretke) a chorvatských obránců, které samovolně vznikaly od roku 1991.